# قرخ‌سقر
قرخ‌سقر یکی از روستاهای استان آذربایجان شرقی است که در شهر نظرکهریزی بخش نظرکهریزی شهرستان هشترود واقع شده‌است.